# Tabaksmokkel in West-Vlaanderen
Doorheen de 17de en de 18de eeuwen heeft illegale tabakshandel een aanzienlijke rol gespeeld in de ontwikkeling van de tabakscentra op de Frans-Vlaamse grens; steden zoals Poperinge, Wervik en Harelbeke, maar ook andere steden doorheen West-Vlaanderen en de Zenne-vallei genoten de vruchten van de minder dan legale handel van tabakswaren. Ook in de 20ste eeuw vond Vlaams tabak nog op allerlei manieren nog zijn weg naar Frankrijk, vooraleer het uiteindelijke een stille dood stierf als gevolg van globalisering in de nasleep van de Tweede Wereldoorlog.

## 17de - 18de eeuwen
Vanaf 1674 werden er in Frankrijk veel strengere belastingen opgelegd op de productie en verkoop van tabak. De producenten aan de Vlaamse kant van de grens maakten hiervan dus gebruik om illegaal hun waren te verkopen aan lagere prijs omdat zij deze heffingen konden ontwijken. Om de tabak over de grenzen te krijgen werd er, onder andere, gebruik gemaakt van honden gewikkeld in linnen banden waartussen er tabaksbladeren waren gedrukt. Op deze wijze konden deze dieren tientallen kinderen kilo's over de grens heen krijgen.
De illegale handel van tabak was, grotendeels, mogelijk doordat het gewoonweg een klucht was om tabaksproductie te controleren. Hierdoor werd de voorkeur gegeven aan geïmporteerde tabak uit de kolonies. Zo probeerde Maria Theresia tabaksproductie illegaal te maken en alle tabak te importeren. Maar deze maatregels kregen erg wat weerstand vanuit het kamp van de Vlaamse steden. Uiteindelijk zou de maatregel van Maria Theresia falen en bleef Belgische tabak ongeveer een derde van de totale hoeveelheid tabak in omloop in het land, de overige twee derde werden voornamelijk door de Oostendse Compagnie geïmporteerd vanuit Amerika.
Doorheen de rest van de 18de eeuw bleven de Franse controles op de tabaksproductie aanhouden, zo bleef tabaksmokkel een courant gegeven in deze streken doorheen de rest van de 18de en de 19de eeuw, aangezien de op de grens gelegen tabaksproducenten een te groot voordeel genoten tegenover hun westerburen om hier geen gebruik van te maken. Het bewind van Napoleon wist heeft echter wel zwaar gewogen op de tabaksteelt en smokkel in de Westhoek, aangezien en plots een sterk gecentraliseerd beleid enorm hoge belastingen oplegde op de teelt en verwerking van tabak. Wanneer Napoleons bewind eindigde na de slag bij Waterloo in 1815, bleef er nauwelijks nog iet over van de productiecentra die een enorme groei hadden gekend onder het Oostenrijkse bewind. Deze periode van heropbouw verliep echter gezwind en onder het bewind van de noordelijke Nederlanden bleek de tabaksproductie een erg lucratieve stiel te zijn, dit wordt ook duidelijk door de vele lokale tabaksfabrieken die doorheen heel Zuidwest-Vlaanderen uit de grond gestampt werden. Met groeiende productie kwam ook de smokkelhandel weer op gang. Dit was de situatie die zich doorheen de rest van de eeuw voorzette tot in de 20ste eeuw.

## 20ste eeuw
In de 20ste eeuw bleef de clandestiene handel van tabak aanhouden. Zo werden er douaniers omgekocht en hele auto's gevuld met smokkelwaar over de grens gereden. Eveneens speelden grensarbeiders een aanzienlijke rol in deze handel. Deze Franse werkers zochten over de grens kansen om meer geld te kunnen verdienen, onder andere in de tabaksteelt. Als aanvulling op hun lonen trachtten ze geregeld enkele waren zelf mee te nemen om thuis te verkopen.
De hoeveelheid illegale handel had echter ook nefaste gevolgen voor de kwaliteit van de Belgische tabak die al decennialang naam en faam genoot. Zo werd er schijnbaar bewust tabak gebruikt van lagere kwaliteit om door te verkopen in Frankrijk. Dit blijkt uit het gezegde: "Zolang er ges groeit in Harelbeke, zal er tobak zijn in Frankrijk". Deze afnemende kwaliteit en de overstap van snuif- en pijptabak naar sigaretten onder de Belgische bevolking zorgde er voor dat de West-Vlaamse tabaksteelt ten dode was opgeschreven. Alhoewel de fabrieken in de Westhoek nog even zijn kunnen overblijven.
Mogelijks hebben de nationalistische tendensen in het interbellum die hoge tarieven oplegden, om toenemende globalisering en oplopende schulden tegen te gaan, terug tijdelijk gezorgd voor een heropflakkering van illegale tabakshandel. Dit is echter moeilijk in te schatten, aangezien illegale handel van aard weinig gedocumenteerd is. Wel is duidelijk dat tijdens de Tweede Wereldoorlog illegale handel een heropleving kende in de Belgische contreien. Na de Tweede Wereldoorlog stierf de Belgische zwarte tabaksmarkt tezamen met de Belgische teelt quasi een stille dood, hoewel er terug enkele fabrieken ontstonden in West-Vlaanderen als gevolg van de actieve smokkel tijdens de oorlogsjaren.